# Robinson (périodique)
Pour les articles homonymes, voir Robinson.

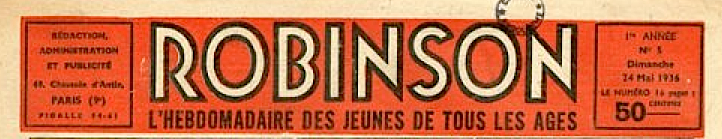
Bandeau-titre du premier numéro de Robinson.

Robinson, sous-titré « l'hebdomadaire des jeunes de tous les âges », est un journal de bande dessinée français paru entre le 24 avril 1936 et le 30 juin 1940 (no 218) et publié à Paris par Opera Mundi en partenariat avec Hachette. 
Imprimé pour moitié en couleurs, comprenant seize pages et vendu cinquqnate centimes, il contient en grande partie des reproductions de comic strips importés des États-Unis, mais aussi des romans écrits en français ou des traductions, le tout publié par épisodes.
Le tirage avant guerre est de 350 000 exemplaires.
Du fait de la guerre, la publication est suspendue puis reprend ensuite en zone libre à Marseille à partir d'octobre 1940 et jusqu'en juillet 1944, mais uniquement avec des dessinateurs français. Le titre n'a jamais été relancé.

## Séries
Lancé par Paul Winkler, Robinson a popularisé en France les séries Guy l'éclair, Mandrake, La Famille Illico et Popeye, entre autres.
La plupart des romans qui y paraissent en feuilleton ont été illustrés par Fiora, une amie de Winkler.